# KiiiKiii
KiiiKiii (hangul: 키키) – południowokoreański girlsband założony przez Starship Entertainment. W skład grupy wchodzi pięć członkiń: Leesol, Sui, Haum, Jiyu i Kya. Zadebiutowały 24 marca 2025 roku minialbumem Uncut Gem.

## Nazwa
Nazwa „KiiiKiii” to gra słów zarówno w języku koreańskim, jak i angielskim. Po koreańsku jest to onomatopeja oddająca dźwięk chichotu, często opisywana jako „kiki” (키키), wywołująca skojarzenia z lekkością i radością. W języku angielskim nazwa symbolizuje słowo „key” (klucz), co oznacza, że grupa dąży do tego, by z uśmiechem na twarzy nieustannie odnajdywać „klucz” do odpowiedzi na pytania życia.

## Historia zespołu
10 lutego 2025 roku Starship Entertainment ogłosiło debiut nowej dziewczęcej grupy KiiiKiii, niespodziewanie uruchamiając oficjalne konta zespołu w mediach społecznościowych. Sześć dni później zapowiedziano, że debiutancki minialbum KiiiKiii zatytułowany Uncut Gem ukaże się 24 marca. Tego samego dnia ujawniono skład zespołu — Leesol, Sui, Haum, Jiyu i Kya — oraz opublikowano teledysk do utworu „I Do Me” pochodzącego z minialbumu. 23 lutego KiiiKiii wypuściły teledysk zatytułowany „Debut Song” w ramach celebracji nadchodzącego debiutu. 5 kwietnia grupa zdobyła swoje pierwsze trofeum w programie muzycznym Show! Music Core za utwór „I Do Me”.

## Członkinie
| Pseudonim   | Pseudonim | Prawdziwe imię            | Data urodzenia    |
| Latynizacja | Hangul    | Prawdziwe imię            | Data urodzenia    |
| ----------- | --------- | ------------------------- | ----------------- |
| Leesol      | 이솔      | Lee Su-min (kor. 이수민)  | 18 września 2005  |
| Sui         | 수이      | Lee Su-bin (kor. 이수빈)  | 10 kwietnia 2006  |
| Jiyu        | 지유      | Seo Ji-yu (kor. 서지유)   | 14 maja 2006      |
| Haum        | 하음      | Kwak Ha-eum (kor. 곽하음) | 14 listopada 2006 |
| Kya         | 키야      | Park Ji-woo (kor. 박지우) | 18 grudnia 2010   |

## Dyskografia

### Minialbumy
| Rok  | Dane dot. albumu                                                                                  | Najwyższa pozycja | Najwyższa pozycja | Sprzedaż                     |
| Rok  | Dane dot. albumu                                                                                  | KOR (Circle)      | JPN (Oricon)      | Sprzedaż                     |
| ---- | ------------------------------------------------------------------------------------------------- | ----------------- | ----------------- | ---------------------------- |
| 2025 | Uncut Gem - Wydany: 24 marca 2025 - Wytwórnia: Starship - Format: CD, digital download, streaming | 1                 | 33                | - KOR: 206 221+ - JAP: 2488+ |

### Single
Single cyfrowe
| Rok                                                       | Tytuł     | Najwyższa pozycja | Album     |
| Rok                                                       | Tytuł     | Circle            | Album     |
| --------------------------------------------------------- | --------- | ----------------- | --------- |
| 2025                                                      | „I Do Me” | 13                | Uncut Gem |
| „–” oznacza, że singiel nie był notowany na danej liście. |           |                   |           |